# Joaquim Vieira de Natividade

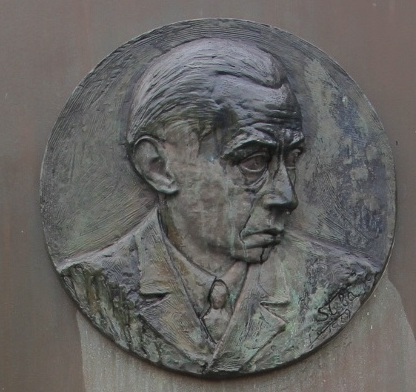
Medalha realizada por Stela de Albuquerque, INIAV Alcobaça

Joaquim Vieira Natividade (Alcobaça, 22 de novembro de 1899 - Alcobaça, 19 de novembro de 1968) foi engenheiro agrónomo e silvicultor português. Foi o terceiro dos quatro filhos de Manuel Vieira Natividade e Maria da Ajuda Garcez. Era irmão de António Vieira Natividade, falecido em agosto de 1946. Era casado com Irene Sá Natividade. 
Engenheiro agrónomo (1922) e engenheiro silvicultor (1929), graus obtidos pelo Instituto Superior de Agronomia da Universidade Técnica de Lisboa, foi influenciado, nomeadamente, por Mário de Azevedo Gomes e António Xavier Pereira Coutinho, tendo sido aluno destes. Em Londres e em Coimbra (onde contou com a ajuda de Aurélio Quintanilha), especializou-se em genética e citologia. Fundou e foi diretor do Departamento de Pomologia da Estação Agronómica Nacional, o Centro Nacional de Estudos e Fomento da Fruticultura e a Estação de Experimentação Florestal. Em 1936, foi nomeado representante dos Serviços Florestais na Junta Nacional da Cortiça. Ficou conhecido pelos seus trabalhos nas áreas da fruticultura e também na subericultura. Publicou mais de uma centena de estudos científicos.
A 11 de maio de 1951, foi agraciado com o grau de Grande-Oficial da Ordem Civil do Mérito Agrícola e Industrial Classe Agrícola.

## Datas mais importantes
- 1933 – Concurso para cátedra no Instituto Superior de Agronomia em Lisboa.
- 1937 – Investigador da Estação Agronómica Nacional.
- 1950 – Publicação do Subericultura.
- 1958 – Sócio da Academia das Ciências de Lisboa.
- 1958 – Estreia do documentário Flores Um Mundo de Beleza, nos cinemas de Lisboa.
- 1960 – Sócio Honorário da Associação Central da Agricultura Portuguesa.
- 1967 (27 de abril) – Doutor Honoris Causa pela Universidade de Toulouse.[2]
- 1969 – Escultura, obra de Stella de Albuquerque.